# Гёц, Хуго
Хуго Луис Гёц (англ. Hugo Louis Goetz; 18 октября 1884 — 4 апреля 1972, Фоли, Алабама) — американский пловец, серебряный призёр летних Олимпийских игр 1904.
На Играх 1904 в Сент-Луисе Гёц участвовал только в эстафете 4×50 ярдов вольным стилем. Вместе со своей командой он занял второе место и выиграл серебряную медаль.